# جوش أندرسون
جوش أندرسون هو لاعب هوكي الجليد كندي، ولد في 7 مايو 1994 في بيرلينجتون في كندا.

## وصلات خارجية
- جوش أندرسون على موقع دوري الهوكي الوطني (الإنجليزية)
- جوش أندرسون على موقع EliteProspects.com (الإنجليزية)
- جوش أندرسون على موقع Eurohockey.com (الإنجليزية)
- جوش أندرسون على موقع HockeyDB.com (الإنجليزية)
- جوش أندرسون على موقع Hockey-Reference.com (الإنجليزية)